# Polioxietilén(8)-sztearát
A polioxietilén(8)-sztearát (E430) egy szintetikus adalékanyag, melyet sztearinsavból és  etilén-oxidból, szintetikus úton állítanak elő. Az élelmiszerekben E430 néven, emulgeálószerként alkalmazzák. Egyes szószokban előfordulhat, de fő felhasználási területe a kozmetikumok.

## Egészségügyi hatások
Napi maximum beviteli mennyisége 25 mg/testsúlykg. Ez nem csak a polioxietilén(8)-sztearátra vonatkozik, hanem együttesen az E430-E436 kódszámú vegyületekre.
Ismert mellékhatása nincs, bár a propilén-glikollal szembeni intoleranciában szenvedő egyének esetén az E430-E436 kódszámú vegyületek fogyasztása nem ajánlott.

## Származása
Általában növényi olajokból származik, de állati eredet nem zárható ki. Az állati zsír semmiféle vizsgálattal sem mutatható ki, a polioxietilén(8)-sztearát származásáról csak a gyártója mondhatja meg, hogy van-e benne állati eredetű összetevő.